# تيموثي إف. كالاهان
تيموثي إف. كالاهان هو رائد أعمال وسياسي أمريكي، ولد في 1 مارس 1856 في لويستون في الولايات المتحدة، وتوفي بنفس المكان في 22 أكتوبر 1934. نشط حزبياً في الحزب الديمقراطي. وقد انتخب عضو مجلس نواب مين ‏.